# Vincent Huguet
Vincent Huguet (* 1976 in Montpellier) ist ein französischer Historiker, Kunsthistoriker und Opernregisseur.

## Karriere
Vincent Huguet absolvierte eine klassische künstlerische Ausbildung. Zunächst nahm er ein Studium an der École normale supérieure de Fontenay/Saint-Cloud auf und wurde im Jahr 2000 Lehrer für Geschichte, anschließend spezialisierte er sich auf ältere und zeitgenössische Kunst. Von 2001 bis 2007 veröffentlichte er Bücher und Aufsätze über Kunstthemen. Inzwischen begann er regelmäßig als Kunstkritiker zu arbeiten. Dann erörterte er Themen der bildenden Kunst, der klassischen Musik und der Oper.
2008 traf Huguet Patrice Chéreau, bei dem er in der Folge mehrfach assistierte. 2011 nahm er in den Werkstätten „Oper in der Schöpfung“ der Europäischen Akademie für das Festival d’Aix-en-Provence teil, wobei eine Produktion unter der Leitung von Péter Eötvös entstand. 2012 assistierte er Jean-Paul Scarpitta bei dessen Inszenierung der Nozze di Figaro an der Opéra National de Montpellier. 2013 war er Regieassistenz bei Chéreaus Inszenierung der Elektra beim Festival d’Aix-en-Provence, die 2014 an der Mailänder Scala und 2016 an der Metropolitan Opera in New York gezeigt wurde. Seine erste eigene Inszenierung war Léo Delibes’ Lakmé.
2019 kam auf Einladung von Dominique Meyer seine Inszenierung von Richard Strauss’ Die Frau ohne Schatten anlässlich des Jubiläums der Wiener Staatsoper heraus.